# Parabola (chanson)
Singles de Tool
Schism
(2001) Lateralus
(2002)
Parabola est une chanson du groupe américain Tool et le second single de l'album Lateralus. Il constitue la suite de la chanson Parabol, la piste précédente.
Cette chanson est présente dans le jeu vidéo Guitar Hero World Tour.

## Membres du groupe lors de l'enregistrement de la chanson
- Maynard James Keenan - chant
- Adam Jones - guitare
- Justin Chancellor - basse
- Danny Carrey - batterie